# Cachuca
Hernán René Condori Montero, (Lima, 21 de febrero de 1965) conocido artísticamente como Cachuca (en ocasiones escrito Kachuca), es un cantante y compositor peruano del Rock alternativo. Es el líder de Los Mojarras.

## Biografía

### Primeros años e inicios en la música
Hernán René Condori Montero nació en la ciudad de Lima, el 21 de febrero de 1965, proveniente de una familia migrante de clase humilde, su padre don Elías Condori Huayhua, era natural del Departamento de Puno, su madre fue Paulina Montero Barzola.
Al año de nacido, junto a su familia se mudó a El Agustino, distrito de la capital de la república, donde desarrolló la mayor parte de su vida. 
Mientras sucedía el divorcio de sus padres, Hernán comenzó a escribir su primera canción denominada Historias de una madre ramera, para luego dedicarse a la música. 
Hernán comenzó su carrera artística desempeñándose como cantante de bolero en conocidos lugares de Lima. 
Al poco tiempo después, mientras por haber sido rechazado en su fiesta de promoción tras terminar el colegio, Hernan decidió cambiar de género al Rock alternativo, ya que se sintía enfadado por el hecho.

### Los Mojarras
Ya para el año 1990, con sólo 25 años, fundó junto a Ricardo Centeno, la agrupación musical que lo llevó al salto a la fama: Los Mojarras, desempeñándose como el vocalista principal, siendo en la actualidad el gran soporte de la banda. 
Previo a la fundación del grupo, surgió el género musical: el "agustirock", una fusión del rock con la música chicha. 
Como vocalista de Los Mojarras, fue intérprete de temas como: Cachuca, Nostalgia provinciana, Cataplepsia, Sarita Colonia, Mi barrio, Sinfonía para el adiós, Saya a mi amor, Reconciliación, Pólvora mojarra, entre otros; siendo Triciclo Perú, el tema más importante de su carrera y de su propio grupo musical, llevando a la televisión como tema principal de la miniserie de la televisora ATV, Los de arriba y los de abajo, bajo la producción de Michel Gómez. Además musicalizó en las miniseries Los choches (1995), Tribus de la calle (1996), Amor serrano y Sarita Colonia (ambas de 1999). 
Además, la prensa tanto diario, televisión como radio, lo proclamó como el hermano rocanrolero del cantante de música chicha Lorenzo Palacios "Chacalón", ya que algunas de sus canciones estaban inspiradas en los primeros años de su vida.
En 1997, junto a su grupo fue partícipe de la obra del grupo cultural Patacláun, Juicio final, basada en la obra escrita por él mismo y desarrollada por Rafael Dument. 
En 1998, lanzó el CD Todos contra la pared y Tour pegada; además del lanzamiento del tema Coraje, basado en el homenaje a Maria Elena Moyano, la mujer que murió a manos de Sendero Luminoso en 1992. 
En el 2004, oficializó el álbum En vivo desde Barranco, basado en su show en el Teatro Barranco de ese año. 
En 2012, lanzó el álbum denominado 1992-2012 por el vigésimo aniversario del primer álbum Sarita Colonia y en 2014, Los Mojarras vs. Los Mojarras Dejavu. 
En 2020, lanzó el disco Gracias; además de oficializarse su propio libro autobiográfico.
En 2021, participó con otras bandas en la gira Turismo Rock Huaraz 2021-2033.

## Vida personal
En 2020, Cachuca dio positivo al COVID-19 mientras estaba trabajando en sus proyectos pendientes. Debido a la diabetes y el asma que lo aquejaba, fue internado en el Hospital Nacional Hipólito Unanue en unidad de cuidados intensivos (UCI), para luego ser operado. Finalmente, fue dado de alta tras estar 90 días conectado con el ventilador mecánico en el centro de salud.
En 2022, contrajo matrimonio con Elizabeth Odar tras 30 años de relación, que fruto de ello, tuvieron un hijo.

## Discografía

### Álbumes en Los Mojarras
- 1992: Sarita Colonia
- 1994: Ruidos en la ciudad
- 1996: Ópera salvaje para las tribus urbanas
- 1998: Los Mojarras
- 1998: Tour Perrada
- 1998: Todos contra la pared
- 2004: En vivo desde Barranco
- 2011: Rock urbano
- 2012: 1992-2012
- 2014: Los Mojarras vs. Los Mojarras Dejavu[12]
- 2015: Esto es guerra de titanes

### Sencillos en Los Mojarras
- Sarita Colonia
- Triciclo Perú
- Catalepsia
- Mi barrio
- Nostalgia provinciana
- Ópera salvaje
- El billarista
- Babalua
- Absuelto criminal
- Cayara
- Coraje
- Hipocresia infernal
- Obsay
- Pólvora mojarra
- Cachuca
- Humadera
- La chica ye ye
- Saya a mi amor
- Los seres
- Mil religiones
- Bacilo de Koch
- Represión
- Triciclo Perú (versión 2021)[13]